# Луковдол
Луковдол (хрв. Lukovdol) је насељено место у саставу града Врбовско, Приморско-горанска жупанија, Хрватска.

## Историја
До територијалне реорганизације у Хрватској био је у саставу старе општине Врбовско.

## Становништво
У попису становништва из 2011. године, Луковдол је имао 129 становника.
| Број становника према пописима | Број становника према пописима | Број становника према пописима | Број становника према пописима | Број становника према пописима | Број становника према пописима | Број становника према пописима | Број становника према пописима | Број становника према пописима | Број становника према пописима | Број становника према пописима | Број становника према пописима | Број становника према пописима | Број становника према пописима | Број становника према пописима | Број становника према пописима |
| ------------------------------ | ------------------------------ | ------------------------------ | ------------------------------ | ------------------------------ | ------------------------------ | ------------------------------ | ------------------------------ | ------------------------------ | ------------------------------ | ------------------------------ | ------------------------------ | ------------------------------ | ------------------------------ | ------------------------------ | ------------------------------ |
| 1857                           | 1869                           | 1880                           | 1890                           | 1900                           | 1910                           | 1921                           | 1931                           | 1948                           | 1953                           | 1961                           | 1971                           | 1981                           | 1991                           | 2001                           | 2011                           |
| 423                            | 349                            | 437                            | 437                            | 394                            | 319                            | 286                            | 281                            | 306                            | 293                            | 274                            | 288                            | 219                            | 256                            | 157                            | 129                            |

Напомена: Године 2001. увећан за део насеља Горенци и Ртић који садрже део података из 1857. до 1991.

### Попис1991.
У попису становништва из 1991. године, Луковдол је имао 256 становника, следећег националног састава:
| Попис 1991.‍ | Попис 1991.‍ | Попис 1991.‍ | Попис 1991.‍ | Попис 1991.‍ |
| ----------- | ----------- | ----------- | ----------- | ----------- |
|             |             |             |             |             |
| Хрвати      | Хрвати      |             | 241         | 94,14%      |
| Срби        | Срби        |             | 8           | 3,12%       |
| Југословени | Југословени |             | 2           | 0,78%       |
| Словенци    | Словенци    |             | 2           | 0,78%       |
| Муслимани   | Муслимани   |             | 1           | 0,39%       |
| Словаци     | Словаци     |             | 1           | 0,39%       |
| непознато   | непознато   |             | 1           | 0,39%       |
| укупно: 256 |             |             |             |             |

## Познати људи
- Иван Горан Ковачић, књижевник

## Галерија
- музеј-кућа Ивана Горана Ковачића
- ватрогасна станица